# Parafia Narodzenia Najświętszej Maryi Panny w Szynwałdzie
Parafia Narodzenia Najświętszej Maryi Panny w Szynwałdzie – parafia rzymskokatolicka w diecezji toruńskiej, w dekanacie Łasin, z siedzibą w Szynwałdzie.
Funkcję proboszcza pełni ks. kan. Marek Ścisłowski.
Kościół parafialny Narodzenia NMP w Szynwałdzie jest kościołem orientowanym, wybudowanym w stylu gotyckim, z późnorenesansową kaplicą.

## Zasięg parafii
Do parafii należą wierni z miejscowości: Gordanowo, Nogat, Wydrzno.